# Lý Thái
Lý Thái (chữ Hán: 李泰, 620 - 20 tháng 1, 653), tự Huệ Bao (惠褒), tiểu tự Thanh Tước (青雀), thụy hiệu Bộc Cung vương (濮恭王), hoàng tử thứ tư của Đường Thái Tông .

## Cuộc đời
Lý Thái là con trai của Đường Thái Tông và Trưởng Tôn Hoàng hậu. Lúc ông ra đời, Lý Thế Dân vẫn là Tần vương (秦王). Năm 620, phong Nghi Đô vương (宜都王). Năm 621, phong Vệ vương (卫王), làm con nuôi Vệ Hoài vương Lý Huyền Bá (卫怀王李玄霸). Sau khi Đường Thái Tông đăng cơ, Lý Thái quy tông. Năm 628, cải phong Việt vương (越王), Dương châu Đại đô đốc. Năm 631, kiêm Tả vũ hậu Đại đô đốc. Năm 633, phong Phu châu Đại đô đốc. Năm 634, đảm nhiệm Ung châu mục kiêm Tả vũ hậu Đại tướng quân. Năm 636, cải phong Ngụy vương (魏王), lĩnh Tương châu Đô đốc. Năm 638, tấu mời soạn Quát địa chí, gồm 550 quyển, hoàn thành tháng 1 âm lịch năm 642. Sách này đã thất lạc vào thời Nam Tống.
Năm 643, Thái tử Lý Thừa Càn bởi vì thất sủng mà cùng Lại bộ Thượng thư Hầu Quân Tập (侯君集) đồng mưu ám sát Lý Thế Dân, chuẩn bị chính biến, sau thất bại thì bị phế. Lý Thế Dân có ý lập Lý Thái làm Thái tử, đã ở hứa hẹn với Lý Thái, Lý Thái cũng tỏ thái độ, tương lai sẽ truyền ngôi cho bào đệ Tấn vương Lý Trị, Lý Thế Dân rất cảm động, nhưng Gián nghị Đại phu Chử Toại Lương (褚遂良) lại nói lời ấy của Lý Thái trái với lẽ thường, nói: "Sủng ái Lý Thái quá mức, là căn nguyên dẫn đến Lý Thừa Càn gây họa, muốn lập Ngụy vương, trước đem Tấn vương xử trí đi." Mà Lý Thế Dân không đành lòng xử trí Tấn vương, mà đám người Trưởng Tôn Vô Kỵ cũng ủng hộ lập Tấn vương làm Thái tử.

## Gia đình
- Vương phi: Diêm Uyển (阎婉, 622-690), con gái Công bộ Thượng thư Diêm Lập Đức (阎立德).
- Con cái:
  - Trưởng tử: Lý Hân (李欣, 633-685), tự Bá Duyệt (伯悦), nhận tước Tự Bộc vương (濮王), Dĩnh Châu Thứ sử.
  - Thứ tử: Lý Huy (李徽, 644-683), tự Huyền Kỳ (玄祺). Năm 647, phong Thuận Dương huyện Khai quốc hầu (顺阳县开国侯). Năm 653, phong Tấn An Quận vương (新安郡王).